# Pong Son-hwa
Pong Son-hwa (18 de fevereiro de 1993) é uma futebolista norte-coreana que atua como defensora.

## Carreira
Pong Son-hwa integrou o elenco da Seleção Norte-Coreana de Futebol Feminino, nas Olimpíadas de 2012. 